# Now (The Tubes)
Now è il terzo  album in studio della band glam metal The Tubes, pubblicato dalla A&M Records nel 1976.
Include una cover di "My Head Is My Only House Unless It Rains" di Captain Beefheart, il quale peraltro ha anche suonato il sassofono in "Cathy's Clone". Il progetto doveva essere un doppio album, ma i ritardi portarono al taglio di diverse canzoni, tra cui una versione di "Town Without Pity" di Gene Pitney completa di arrangiamento di fiati del comico/musicista della Bay Area, Dick Bright.

## Tracce
1. Smoke – 4:50
2. Hit Parade – 3:35
3. Strung Out on Strings – 4:10
4. Golden Boy – 4:34
5. My Head Is My Only House Unless It Rains – 4:30
6. God-Bird-Change – 4:17
7. I'm Just a Mess – 3:10
8. Cathy's Clone – 3:30
9. This Town – 3:15
10. Pound of Flesh – 5:07
11. You're No Fun – 4:51